# Cesto de manzanas y melocotones (Zurbarán)
Cesto de manzanas y melocotones es uno de los pocos bodegones conocidos, realizados por Francisco de Zurbarán, que han llegado hasta la actualidad. Este lienzo tiene la referencia 27 en el catálogo razonado y crítico realizado por Odile Delenda, historiadora del arte especializada en este pintor.

## Introducción
La atribución de este lienzo a Zurbarán no ha sido plenamente aceptada hasta fechas recientes. Julio Cavestany de Anduaga, en el catálogo de la exposición Floreros y bodegones en la pintura española, de 1935, apuntó esta posible autoría. La publicación del Bodegón con cidras, naranjas y rosa confirmó la maestría de Zurbarán como pintor de bodegones, y ratificó la opinión de Cavestany. Consuelo Sanz Pastor, en el catálogo de la exposición monográfica Zurbarán —en el Casón del Buen Retiro en 1964-1965— reconoció la autoría del maestro, pero señalando que se trataba de un «cuadro desgastado que sin duda, ha perdido en su superficie las cualidades que poseyera en su tiempo». Paul Guinard la consideró una obra probablemente autógrafa de Zurbarán. Las limpiezas y restauraciones de 1993 y 1997 han revelado la pintura original de Zurbarán —de gran sutileza— en condiciones bastante buenas.

## Análisis de la obra
- Limpiado en Madrid en 1993. Restaurado en Londres en 1997. Localización actual desconocida.
- Pintura al óleo sobre lienzo; 45 x 54 cm;
- Fecha de realización: ca. 1630;
- Catalogado por O. Delenda con el número 27 y por Tiziana Frati con el número 98.[4]

Tanto en este bodegón primerizo como en los posteriores, los tres objetos, colocados encima de un tablero y fuertemente iluminados por la izquierda, destacan sobre un fondo oscuro. Pero, en este lienzo, presentan una disposición simétrica, abandonada en ulteriores naturalezas muertas. La composición está formada por un cesto de color amarillo brillante, de juncos entrelazados, rebosante de manzanas y melocotones, también de color amarillo brillante. A ambos lados, fuera del cesto y sobre la misma mesa, hay dos frutas. Zurbarán no parece interesado en remarcar la especie de las frutas, sino que atiende especialmente a los valores táctiles de los objetos, y en analizar sus formas, resaltadas en un fuerte relieve, gracias a un fuerte foco de luz sobre el fondo oscuro. Tanto esta ordenación sencilla como los volúmenes geométricos, explican el interés hacia Zurbarán por parte de algunos artistas cubistas.

## Procedencia
1. Sevilla, colección José Lafita, 1935;
2. Dos Hermanas (Sevilla), colección conde de Ibarra;
3. Barcelona, Sala Parés, 1963;
4. Madrid, colección privada;
5. Mercado del arte en 1998.[7]